# Атомная теплоэлектроцентраль
Атомная теплоэлектроцентраль — атомная электростанция, предназначенная для производства электрической энергии и тепла в виде пара и горячей воды.
В настоящее время в России действуют две небольшие атомные теплоэлектроцентрали: ПАТЭС и Билибинская АЭС — обе на Чукотке. В начале 2000-х планировалось создание атомной теплоэлектроцентрали в Рикасихе (Приморский район Архангельской области) для обеспечения теплом и электроэнергией Архангельска, Северодвинска и Новодвинска, но эти планы не осуществились.
В долгосрочной перспективе атомные теплоэнергоисточники должны занять ведущее место в тепло- и электрификации крупных городов, расположенных в северных регионах.
Помимо специализированных АТЭЦ, некоторые атомные электростанции могут играть определённую роль в теплоснабжении. Например, Ленинградская АЭС и Белоярская АЭС помимо выработки электричества также снабжают низкопотенциальным теплом и горячей водой близлежащие населённые пункты.